# 1936-os Grand Prix-szezon
Az 1936-os Grand Prix-szezon volt a Formula–1 előtti éra huszonkilencedik szezonja. Az idény során négy olyan versenyt rendeztek, amely a bajnokság végkimenetelébe beleszámított, ezen kívül számos olyan futamot tartanak számon, amelyen leginkább helyi versenyzők vettek részt. A pontozás a ma megszokott ellentéte volt, vagyis valaki minél jobb eredményeket ért el, annál kevesebb pontja volt a végelszámolásnál. Év végén a német Bernd Rosemeyer diadalmaskodott. Ebben az évben rendezték meg először a magyar nagydíjat, egy, a Népligetben kialakított pályán. A győztes az olasz Tazio Nuvolari lett.

## Versenyek

### Európa-bajnokság
| # | Versenyző       | Helyszín    | Időpont        | Győztes versenyző | Győztes konstruktőr | Összefoglaló |
| - | --------------- | ----------- | -------------- | ----------------- | ------------------- | ------------ |
| 1 | monacói nagydíj | Monaco      | Április 13.    | Rudolf Caracciola | Mercedes-Benz       | Összefoglaló |
| 2 | német nagydíj   | Nürburgring | Július 26.     | Bernd Rosemeyer   | Auto Union          | Összefoglaló |
| 3 | svájci nagydíj  | Bremgarten  | Augusztus 23.  | Bernd Rosemeyer   | Auto Union          | Összefoglaló |
| 4 | olasz nagydíj   | Monza       | Szeptember 13. | Bernd Rosemeyer   | Auto Union          | Összefoglaló |

### Egyéb versenyek
| Verseny                       | Helyszín            | Időpont        | Győztes versenyző     | Győztes konstruktőr | Összefoglaló |
| ----------------------------- | ------------------- | -------------- | --------------------- | ------------------- | ------------ |
| Långforssjöloppet             | Långforssjön, Sala  | Február 9.     | Per Victor Widengren  | Alfa Romeo          | Összefoglaló |
| Hörkenloppet                  | Hörken, Grängesberg | Február 17.    | Eugen Bjørnstad       | Alfa Romeo          | Összefoglaló |
| svéd téli nagydíj             | Rämen               | Február 23.    | Eugen Bjørnstad       | Alfa Romeo          | Összefoglaló |
| paui nagydíj                  | Pau                 | Március 1.     | Philippe Étancelin    | Maserati            | Összefoglaló |
| norvég nagydíj                | Gjersjøen           | Március 8.     | Eugen Bjørnstad       | Alfa Romeo          | Összefoglaló |
| tripoli nagydíj               | Mellaha             | Május 10.      | Achille Varzi         | Auto Union          | Összefoglaló |
| finn nagydíj                  | Eläintarharata      | Május 10.      | Eugen Bjørnstad       | Alfa Romeo          | Összefoglaló |
| tuniszi nagydíj               | Karthágó            | Május 17.      | Rudolf Caracciola     | Mercedes-Benz       | Összefoglaló |
| Grand Prix des Frontières     | Chimay              | Május 31.      | Eddie Hertzberger     | MG                  | Összefoglaló |
| Penya Rhin nagydíj            | Montjuïc Park       | Június 7.      | Tazio Nuvolari        | Alfa Romeo          | Összefoglaló |
| Rio de Janeiro-i nagydíj      | Gávea               | Június 7.      | Vittorio Coppoli      | Bugatti             | Összefoglaló |
| Eifelrennen                   | Nürburgring         | Június 14.     | Bernd Rosemeyer       | Auto Union          | Összefoglaló |
| magyar nagydíj                | Népliget            | Június 21.     | Tazio Nuvolari        | Alfa Romeo          | Összefoglaló |
| milánói nagydíj               | Milánó              | Június 28.     | Tazio Nuvolari        | Alfa Romeo          | Összefoglaló |
| São Paulo-i nagydíj           | São Paulo           | Július 12.     | Carlo Maria Pintacuda | Alfa Romeo          | Összefoglaló |
| Deauville-i nagydíj           | Deauville           | Július 19.     | Jean-Pierre Wimille   | Bugatti             | Összefoglaló |
| Vila Real-i nagydíj           | Vila Real           | Július 26.     | Vasco do Sameiro      | Alfa Romeo          | Összefoglaló |
| Coppa Ciano                   | Montenero           | Augusztus 2.   | Carlo Maria Pintacuda | Alfa Romeo          | Összefoglaló |
| Coppa Ciano                   | Montenero           | Augusztus 2.   | Tazio Nuvolari        | Alfa Romeo          | Összefoglaló |
| Coppa Acerbo                  | Pescara             | Augusztus 15.  | Bernd Rosemeyer       | Auto Union          | Összefoglaló |
| Junior Car Club 200 mile race | Donington Park      | Augusztus 29.  | Richard Seaman        | Delage              | Összefoglaló |
| Coppa Edda Ciano              | Lucca               | Szeptember 6.  | Mario Tadini          | Alfa Romeo          | Összefoglaló |
| modenai nagydíj               | Modena              | Szeptember 21. | Tazio Nuvolari        | Alfa Romeo          | Összefoglaló |
| doningtoni nagydíj            | Donington Park      | Október 3.     | Hans Rüesch           | Alfa Romeo          | Összefoglaló |
| doningtoni nagydíj            | Donington Park      | Október 3.     | Richard Seaman        | Alfa Romeo          | Összefoglaló |
| Vanderbilt-kupa               | Roosevelt Field     | Október 12.    | Tazio Nuvolari        | Alfa Romeo          | Összefoglaló |
| Mountain Championship         | Brooklands          | Október 17.    | Raymond Mays          | ERA                 | Összefoglaló |
| Buenos Aires-i nagydíj        | Costanera           | Október 18.    | Carlos Arzani         | Alfa Romeo          | Összefoglaló |

## Végeredmény
| Poz. | Versenyző                       | MON | GER | SUI | ITA | Pont |
| ---- | ------------------------------- | --- | --- | --- | --- | ---- |
| 1    | Bernd Rosemeyer                 | Ret | 1   | 1   | 1   | 10   |
| 2    | Hans Stuck                      | 3   | 2   | 3   | Ret | 15   |
| 3    | Tazio Nuvolari                  | 4   | Ret | Ret | 2   | 17   |
| 4    | Achille Varzi                   | 2   |     | 2   | Ret | 19   |
| 5    | Raymond Sommer                  | 7   | 9   | Ret |     | 21   |
| 6    | Rudolf Caracciola               | 1   | Ret | Ret |     | 22   |
| 7    | Antonio Brivio                  | 5   | 3   |     |     | 23   |
| =    | Carlo Felice Trossi             | Ret | 8   |     | 7   | 23   |
| =    | Ernst von Delius                |     | 6   |     | 3   | 23   |
| 10   | Manfred von Brauchitsch         | Ret | 7   | Ret |     | 24   |
| =    | Rudolf Hasse                    |     | 4   | 5   |     | 24   |
| =    | Hermann Lang                    |     | Ret | 4   |     | 24   |
| =    | René Dreyfus                    |     | Ret | Ret | 4   | 24   |
| 14   | Jean-Pierre Wimille             | 6   | Ret | Ret |     | 26   |
| =    | Luigi Fagioli                   | Ret | 5   | Ret |     | 26   |
| =    | Giuseppe Farina                 | Ret |     | Ret | Ret | 26   |
| 17   | Pietro Ghersi                   | 8   |     |     | Ret | 27   |
| 18   | William Grover-Williams         | 9   |     |     |     | 28   |
| =    | Philippe Étancelin              | Ret |     | Ret |     | 28   |
| =    | Louis Chiron                    | Ret | Ret |     |     | 28   |
| =    | Thomas Pitt Cholmondeley-Tapper |     | 10  |     |     | 28   |
| =    | Francesco Severi                |     | Ret |     |     | 28   |
| =    | Carlo Maria Pintacuda           |     |     |     | 5   | 28   |
| =    | Piero Dusio                     |     |     |     | 6   | 28   |
| 25   | Clemente Biondetti              |     |     | Ret | Ret | 29   |
| 26   | J. Walter Rens                  |     | Ret |     |     | 30   |
| =    | Earl Howe                       |     |     | Ret |     | 30   |
| 28   | Eugenio Siena                   | Ret |     |     |     | 31   |
| =    | Mario Tadini                    | Ret |     |     |     | 31   |
| =    | Richard Seaman                  |     | Ret |     |     | 31   |
| =    | Juan Zanelli                    |     | Ret |     |     | 31   |
| =    | Jacques de Rham                 |     |     | Ret |     | 31   |
| Poz. | Versenyző                       | MON | GER | SUI | ITA | Pont |

| Szín   | Eredmény                                                | Pont |
| ------ | ------------------------------------------------------- | ---- |
| Arany  | Győztes                                                 | 1    |
| Ezüst  | 2. helyezett                                            | 2    |
| Bronz  | 3. helyezett                                            | 3    |
| Zöld   | Teljesítette a verseny több, mint 75%-át                | 4    |
| Kék    | 50 és 75% között teljesítette a versenytávot            | 5    |
| Lila   | 25 és 50% között teljesítette a versenytávot            | 6    |
| Piros  | A versenytávnak csak kevesebb, mint 25%-át teljesítette | 7    |
| Fekete | Diszkvalifikálták (DSQ, Kiz)                            | 8    |
| Fehér  | Nem indult (DNS, NI)                                    | 9    |